# Liste der Einträge im National Register of Historic Places im Cross County

Lage des Cross Countys in Arkansas

Die Liste der Einträge im National Register of Historic Places im Cross County in Arkansas führt die Bauwerke und historischen Stätten im Cross County auf, die in das National Register of Historic Places aufgenommen wurden.

## Legende
| NRHP | Historic Place             |
| HD   | Historic District          |
| NHL  | National Historic Landmark |

## Aktuelle Einträge
| [ 2 ] | Name                                               | Bild                                              | Eintragsdatum                 | Lage | Ort                   | Beschreibung                                                     |
| ----- | -------------------------------------------------- | ------------------------------------------------- | ----------------------------- | --- | --------------------- | ---------------------------------------------------------------- |
| 1     | Isaac Block House                                  |                                                   | 15. Juli 1998 ID-Nr. 98000851 | 404 East Hamilton Street 35° 13′ 35″ N, 90° 47′ 19″ W                                                                           | Wynne                 |                                                                  |
| 2     | East Hamilton Avenue Historic District             | East Hamilton Avenue Historic District            | 8. Juni 2011 ID-Nr. 11000330  | E. Hamilton Ave. between N. Falls Blvd. & N. Killough Rd.; Eldridge Ct. 35° 13′ 31″ N, 90° 48′ 51″ W                            | Wynne                 |                                                                  |
| 3     | Giboney-Robertson-Stewart House                    | Giboney-Robertson-Stewart House                   | 5. Juni 1998 ID-Nr. 98000585  | 734 Hamilton Ave. 35° 13′ 32″ N, 90° 47′ 5″ W                                                                                   | Wynne                 |                                                                  |
| 4     | Grace Episcopal Church                             | Grace Episcopal Church                            | 5. März 1992 ID-Nr. 92000106  | 614 E. Poplar St. 35° 13′ 40″ N, 90° 47′ 12″ W                                                                                  | Wynne                 |                                                                  |
| 5     | John H. Johnston Cotton Gin Historic District      | John H. Johnston Cotton Gin Historic District     | 1. Juni 2005 ID-Nr. 05000490  | Junction of U.S. Route 64 and Highway 163 35° 15′ 1″ N, 90° 42′ 48″ W                                                           | Levesque              |                                                                  |
| 6     | Memphis to Little Rock Road-Strong’s Ferry Segment |                                                   | 15. Mai 2012 ID-Nr. 12000274  | Adresse nicht veröffentlicht | westlich von Jennette | part of the Cherokee Trail of Tears Multiple Property Submission |
| 7     | Memphis to Little Rock Road-Village Creek Segment  | Memphis to Little Rock Road-Village Creek Segment | 11. Apr. 2003 ID-Nr. 03000193 | Östlich des Lake Austell im Village Creek State Park 35° 8′ 48″ N, 90° 43′ 0″ W                                                 | Südöstlich von Wynne  | Teil des Trail of Tears                                          |
| 8     | New Hope School                                    | New Hope School                                   | 12. Nov. 2008 ID-Nr. 08001037 | 3762 AR 284 35° 12′ 25,7″ N, 90° 43′ 55,7″ W                                                                                    | Wynne                 |                                                                  |
| 9     | Northern Ohio School                               | Northern Ohio School                              | 23. Mai 2014 ID-Nr. 14000247  | 60 Highway 84N 35° 16′ 46,9″ N, 90° 33′ 28,1″ W                                                                                 | Parkin                |                                                                  |
| 10    | Servetus W. Ogan House                             | Servetus W. Ogan House                            | 28. Sep. 2015 ID-Nr. 15000624 | 504 E. Forrest Avenue 35° 13′ 41,9″ N, 90° 47′ 15″ W                                                                            | Wynne                 |                                                                  |
| 11    | Parkin Indian Mound                                | Parkin Indian Mound                               | 15. Okt. 1966 ID-Nr. 66000200 | Kreuzung von US 64 und AR 184 35° 16′ 37,7″ N, 90° 33′ 26,7″ W                                                                  | Parkin                |                                                                  |
| 12    | South Elementary School                            | South Elementary School                           | 24. Mai 2006 ID-Nr. 06000419  | 711 East Union Avenue 35° 13′ 31″ N, 90° 47′ 9″ W                                                                               | Wynne                 |                                                                  |
| 13    | Wittsburg Fortification                            |                                                   | 31. Dez. 2002 ID-Nr. 02001626 | Adresse nicht veröffentlicht | Wittsburg             |                                                                  |
| 14    | Wittsburg Store and Gas Station                    |                                                   | 22. Nov. 2000 ID-Nr. 00001386 | County Road 739 35° 13′ 5″ N, 90° 42′ 0″ W                                                                                      | Wittsburg             |                                                                  |
| 15    | Woman’s Progressive Club                           | Woman’s Progressive Club                          | 27. März 1990 ID-Nr. 90000430 | Rowena Street Ecke Merriman Avenue 35° 13′ 25″ N, 90° 47′ 21″ W                                                                 | Wynne                 |                                                                  |
| 16    | Wynne Commercial Historic District                 | Wynne Commercial Historic District                | 22. Dez. 2009 ID-Nr. 09001115 | Abgegrenzt durch Front Street, Commercial Avenue, Terry Street, Wilson Street und Pecan Avenue 35° 13′ 23,4″ N, 90° 47′ 30,2″ W | Wynne                 |                                                                  |
| 17    | Wynne Post Office                                  | Wynne Post Office                                 | 14. Aug. 1998 ID-Nr. 98000914 | 402 East Merriman Avenue 35° 13′ 27″ N, 90° 47′ 21″ W                                                                           | Wynne                 |                                                                  |
| 18    | Wynne Wholesale Commercial Historic District       | Wynne Wholesale Commercial Historic District      | 25. Jan. 2010 ID-Nr. 09000772 | West Merriman Street und Martin Luther King Drive 35° 13′ 28,3″ N, 90° 47′ 38,1″ W                                              | Wynne                 |                                                                  |

## Frühere Einträge
| [ 2 ] | Name                          | Bild | Eintragsdatum                 | Lage                                                                         | Ort      | Beschreibung |
| ----- | ----------------------------- | ---- | ----------------------------- | ---------------------------------------------------------------------------- | -------- | ------------ |
| 1     | Capt. Isaac N. Deadrick House |      | 16. Sep. 1993 ID-Nr. 93000964 | Nordwestlich der Kreuzung von US 64 und AR 163 35° 15′ 2″ N, 90° 42′ 44″ W   | Levesque |              |
| 2     | Missouri-Pacific Depot        |      | 11. Juni 1992 ID-Nr. 92000623 | North Front Street Ecke East Hamilton Avenue 35° 13′ 9,2″ N, 90° 47′ 36,5″ W | Wynne    |              |